# Крылов, Митрофан Григорьевич
Митрофан Григорьевич Крылов (1883, Рязанская губерния — 1953) — советский хозяйственный, государственный и политический деятель.

## Биография
Родился в 1883 году на станции Ковылкино (с. Воскресенская Лашма Наровчатовского уезда Пензенской губернии). Член КПСС.
С 1897 года — на хозяйственной, общественной и политической работе. В 1897—1953 годах — слесарь депо Аралово, кочегар паровоза, помощник машиниста, машинист паровоза депо Сасово, первый машинист паровозов серии 013 и «Ижица», победитель соцсоревнования «Лучший паровоз», машинист депо Юдино Казанской железной дороги, стахановец.
Избирался депутатом Верховного Совета СССР 2-го и 3-го созывов.
Умер в 1953 году.